# Astrophiuridae
Famille
Les Astrophiuridae sont une famille d'ophiures (groupe frère des étoiles de mer), de l'ordre des Ophiurida.

## Liste des genres
Selon World Register of Marine Species (19 septembre 2018) :
- genre Astrophiura Sladen, 1879
- genre Ophiomisidium Koehler, 1914
- genre Ophiophycis Koehler, 1901

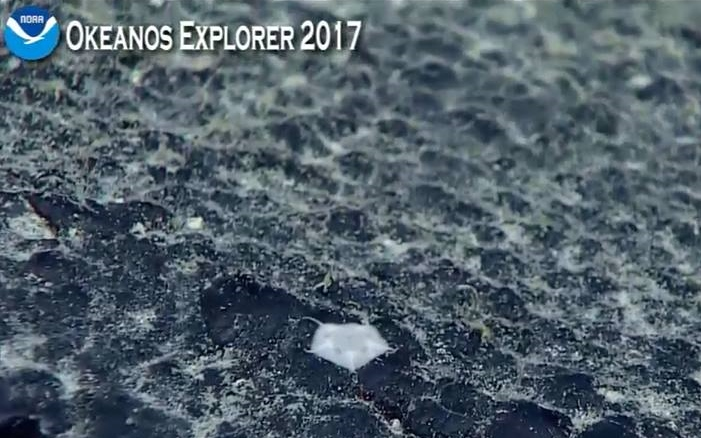
Une Astrophiura sp. observée dans les abysses par l'expédition Okeanos Explorer.
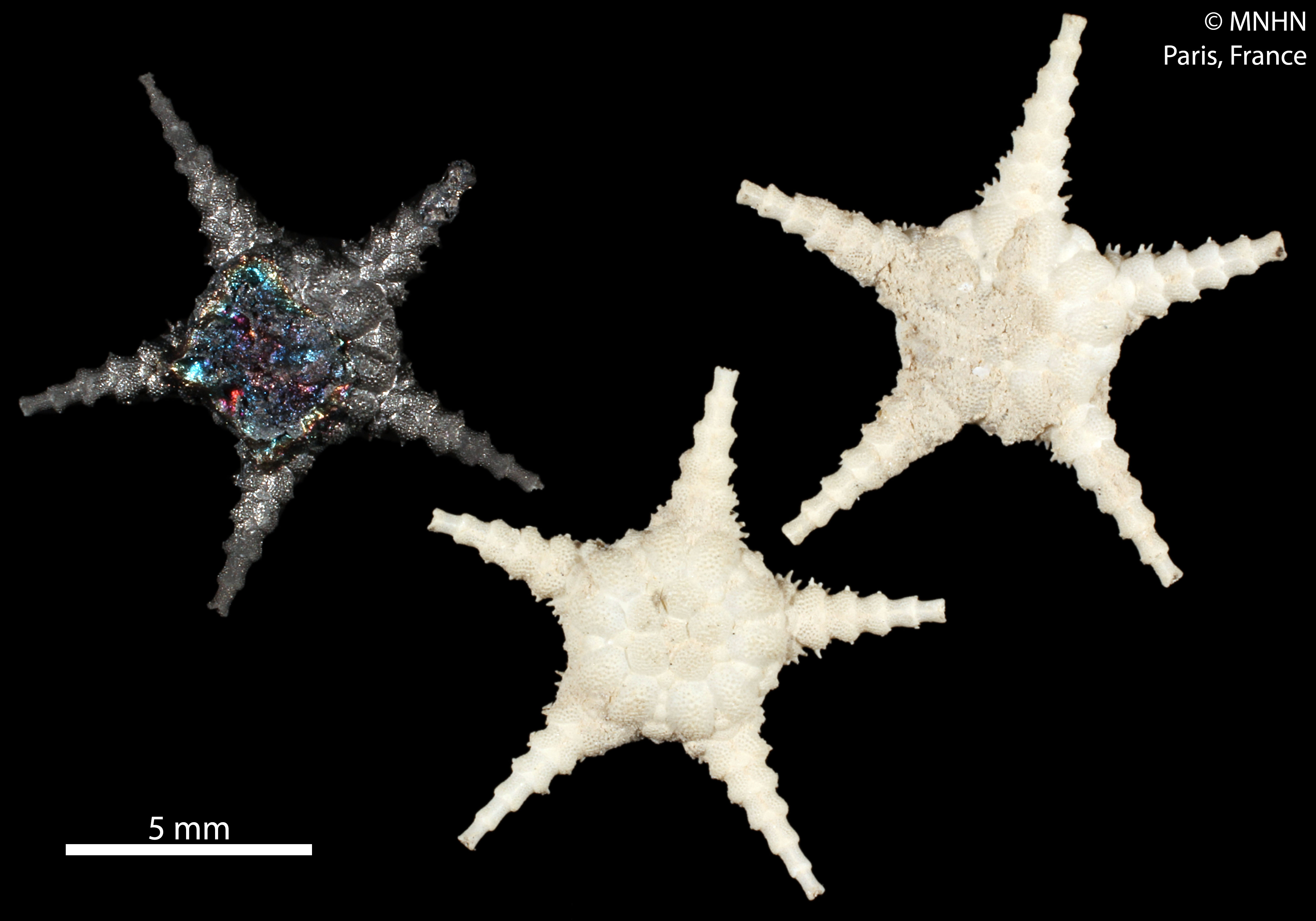
Ophiomisidium crosnieri (spécimen de muséum du MNHN).
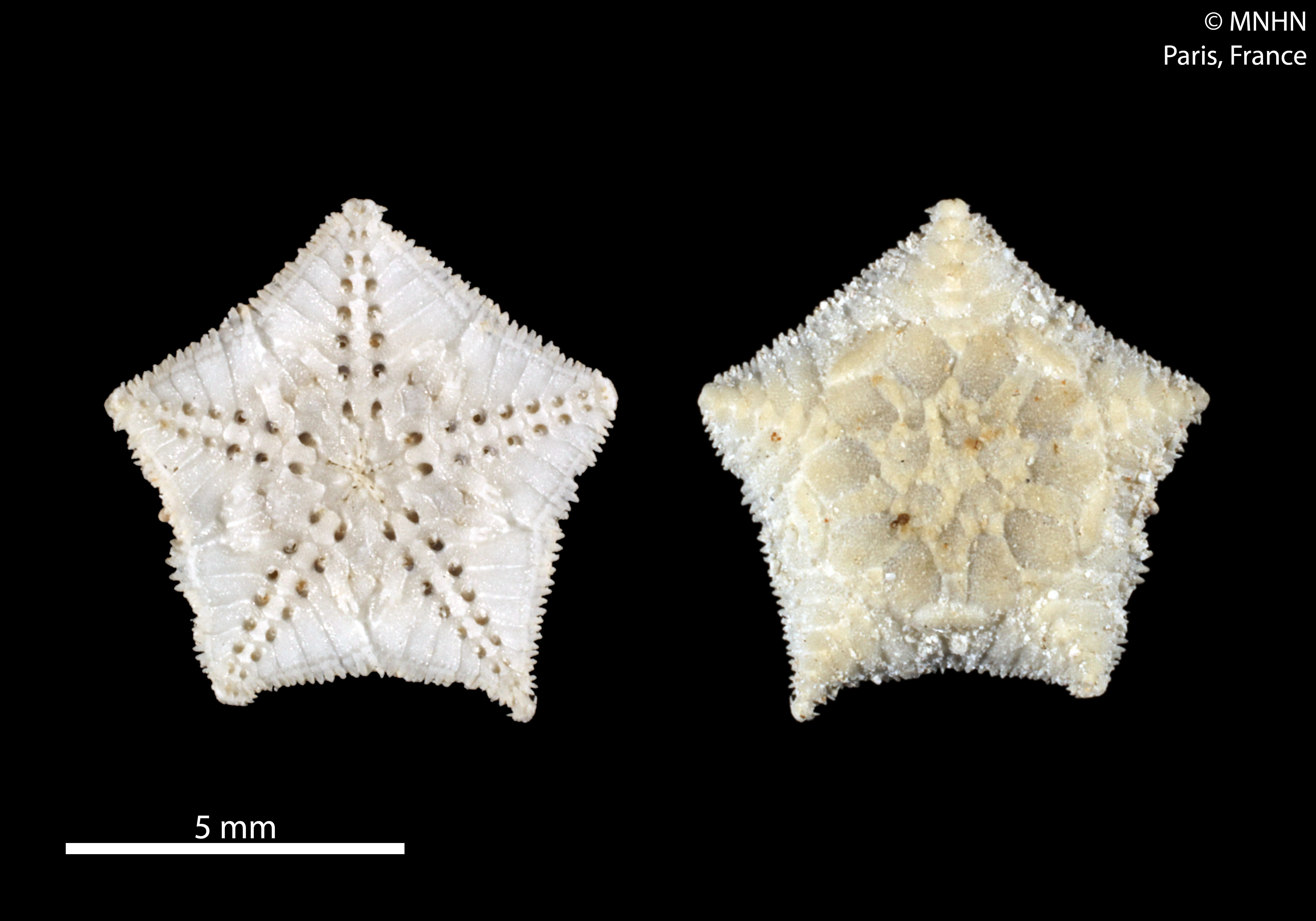
Ophiophycis guillei (spécimen de muséum du MNHN).